# Chirileu, Mureș
Chirileu (în maghiară Kerelő) este un sat în comuna Sânpaul din județul Mureș, Transilvania, România.

## Istoric
Pe Harta Iosefină a Transilvaniei din 1769-1773 (Sectio 142), localitatea a apărut sub numele de „Kerellő”.

## Personalități
- Vasile Cerghizan (1885-1968), profesor, protopop greco-catolic de Turda

## Imagini

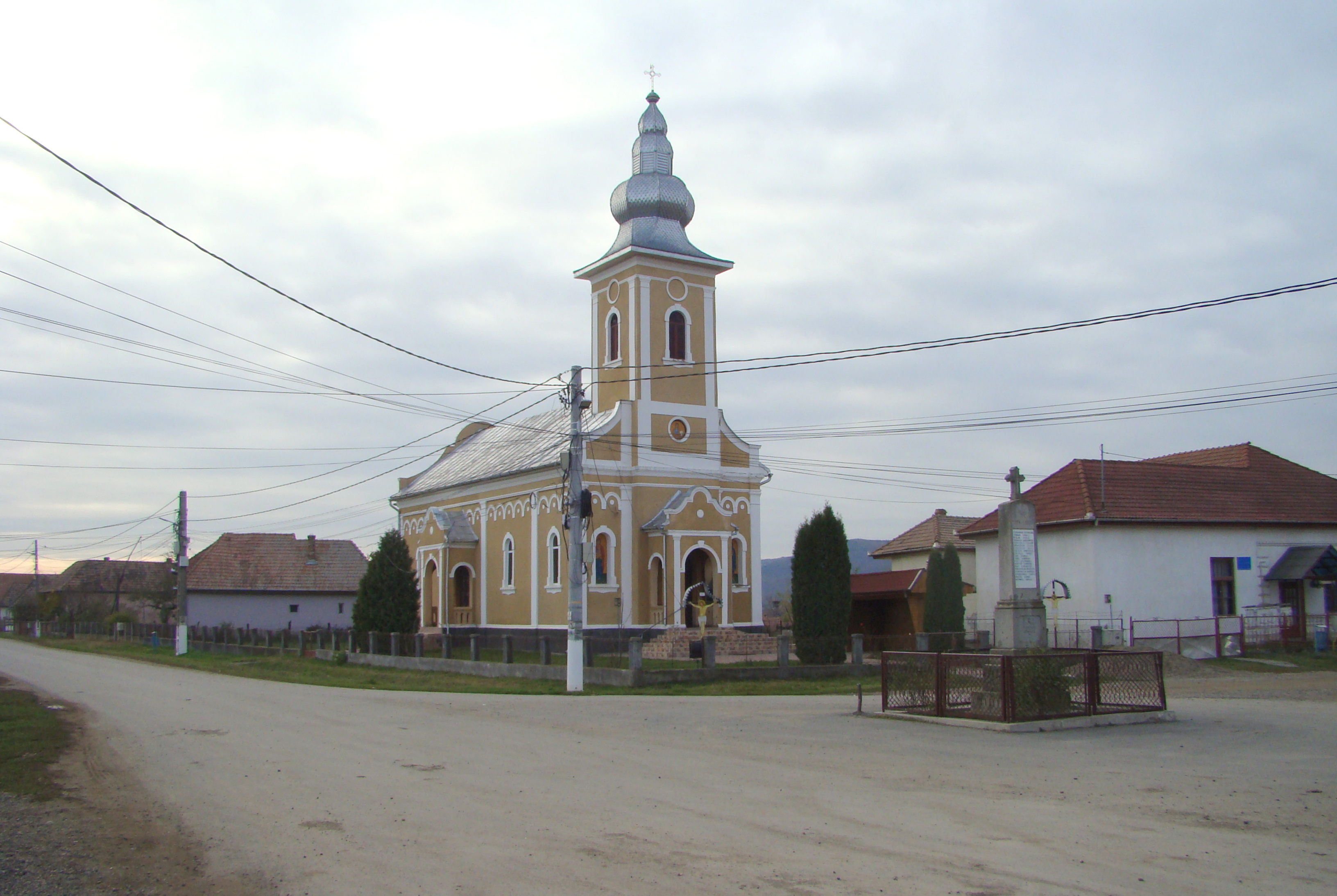
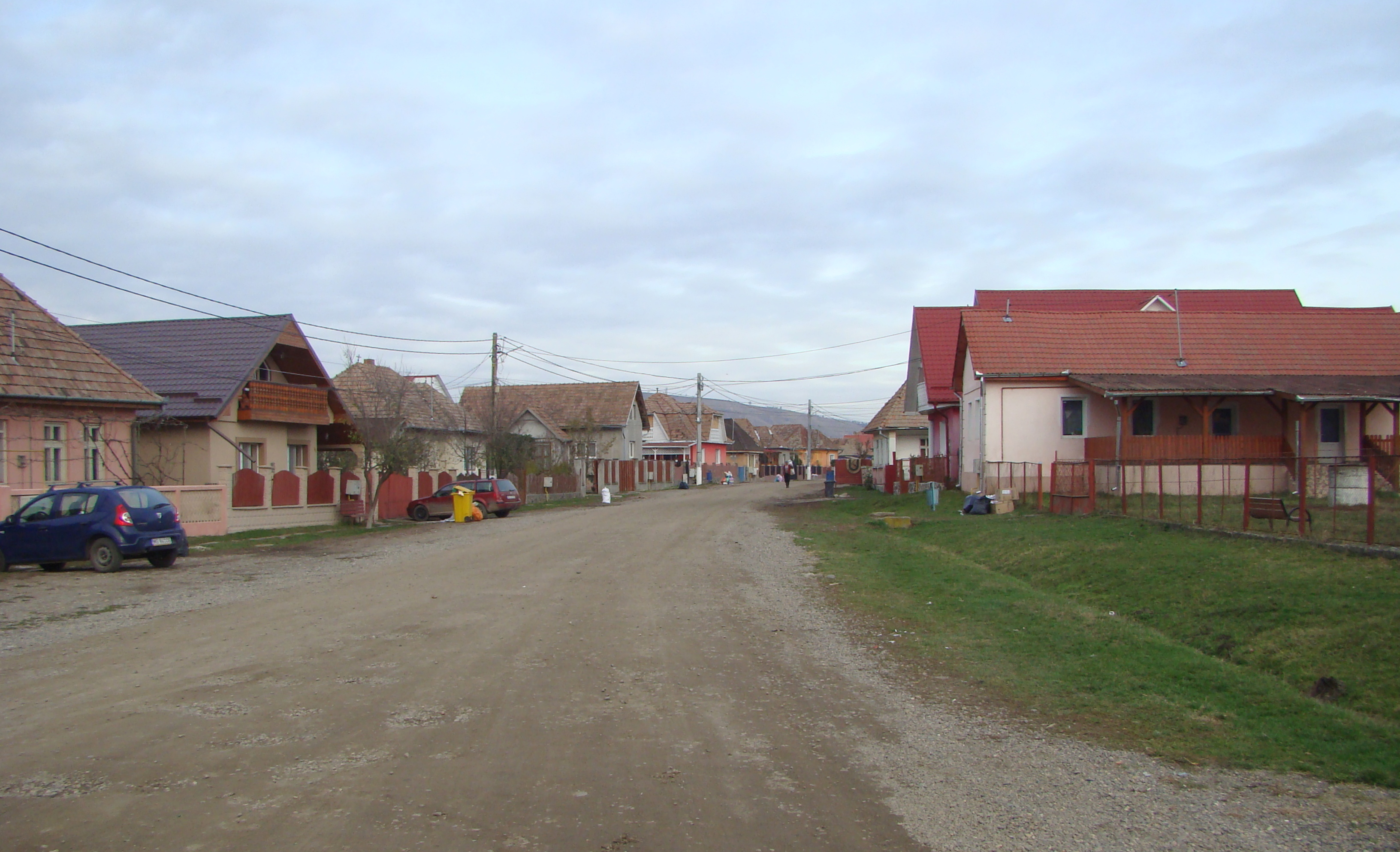
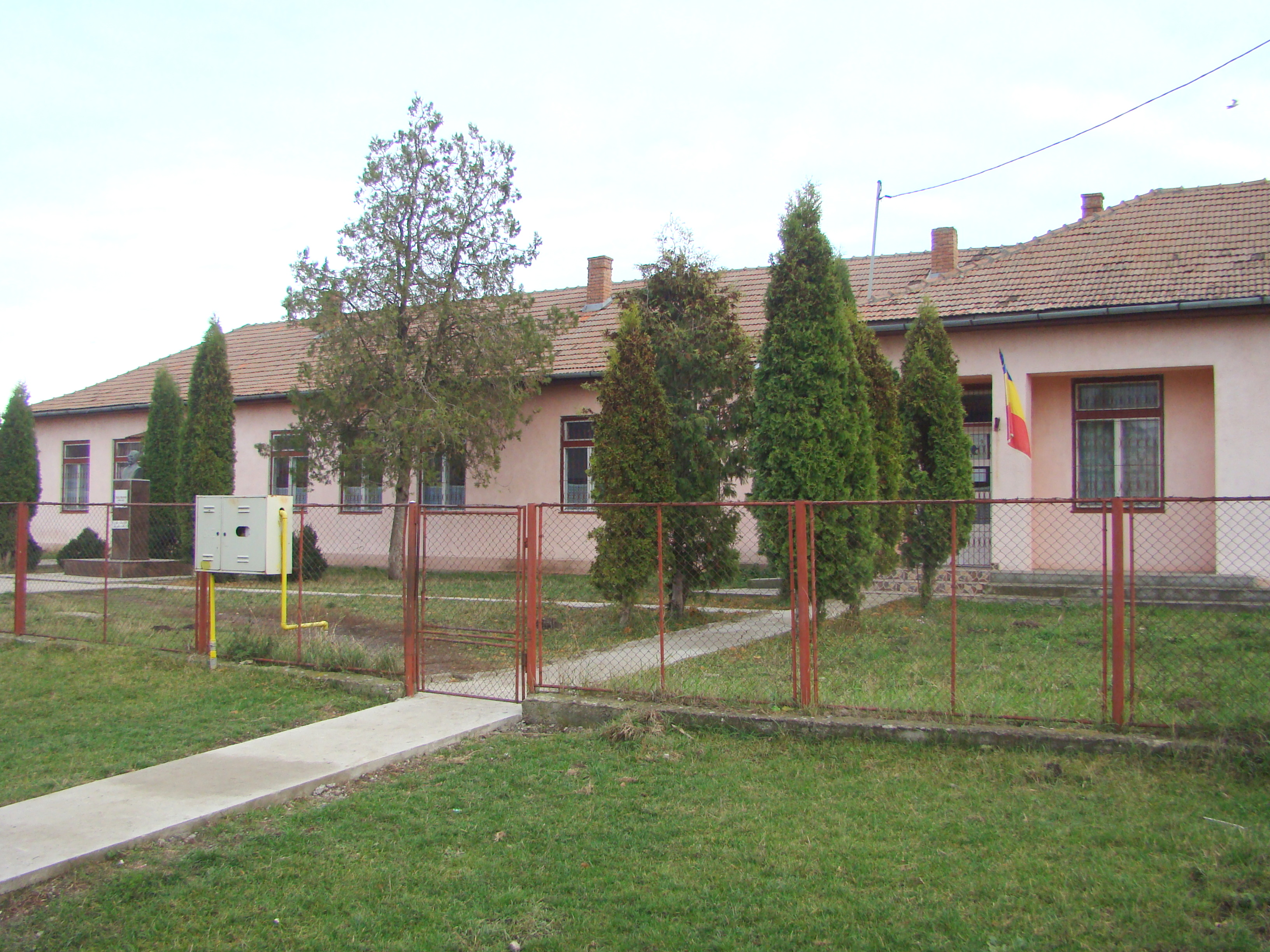
Școala
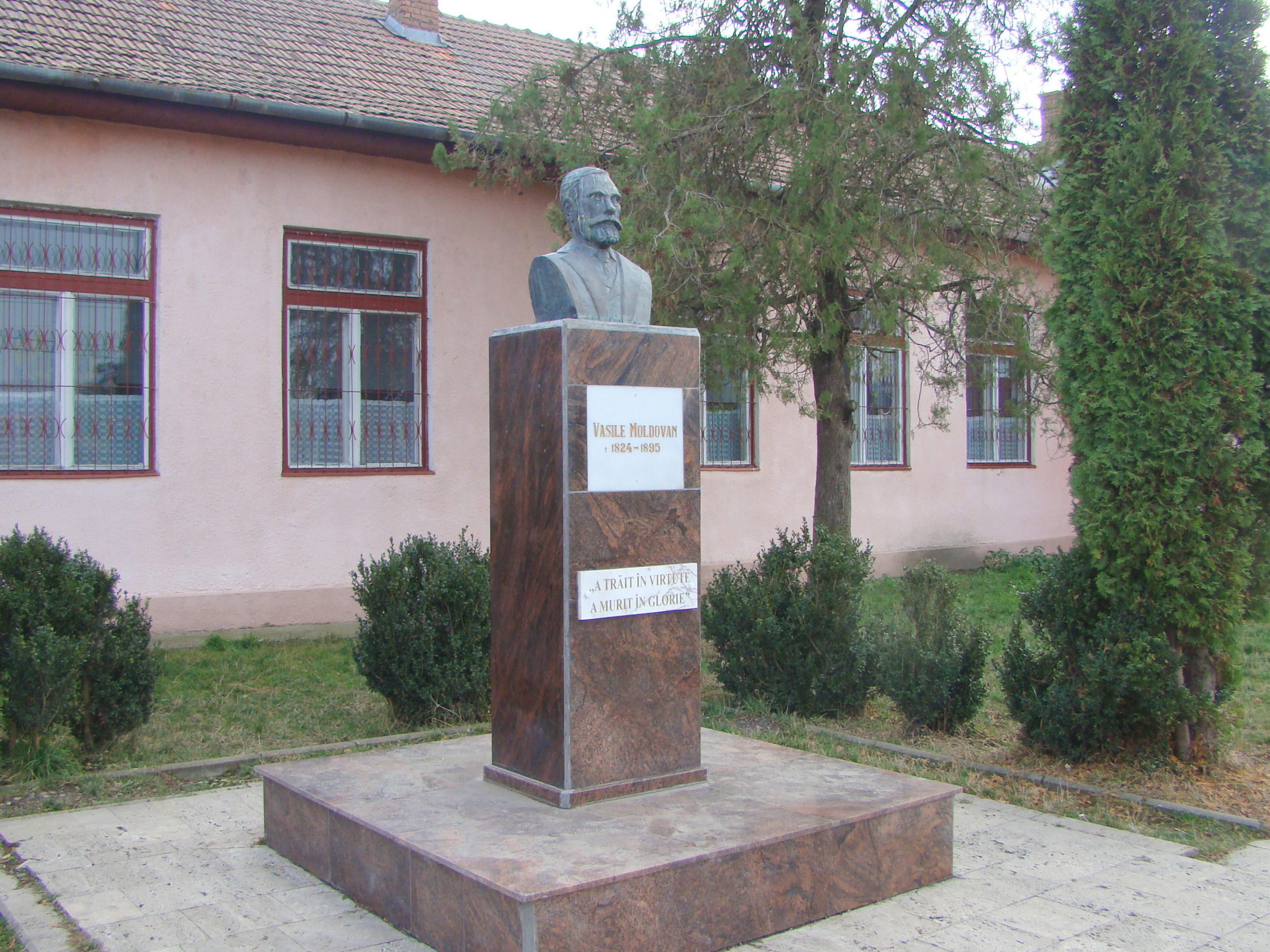
Bustul lui Vasile Moldovan (monument istoric)
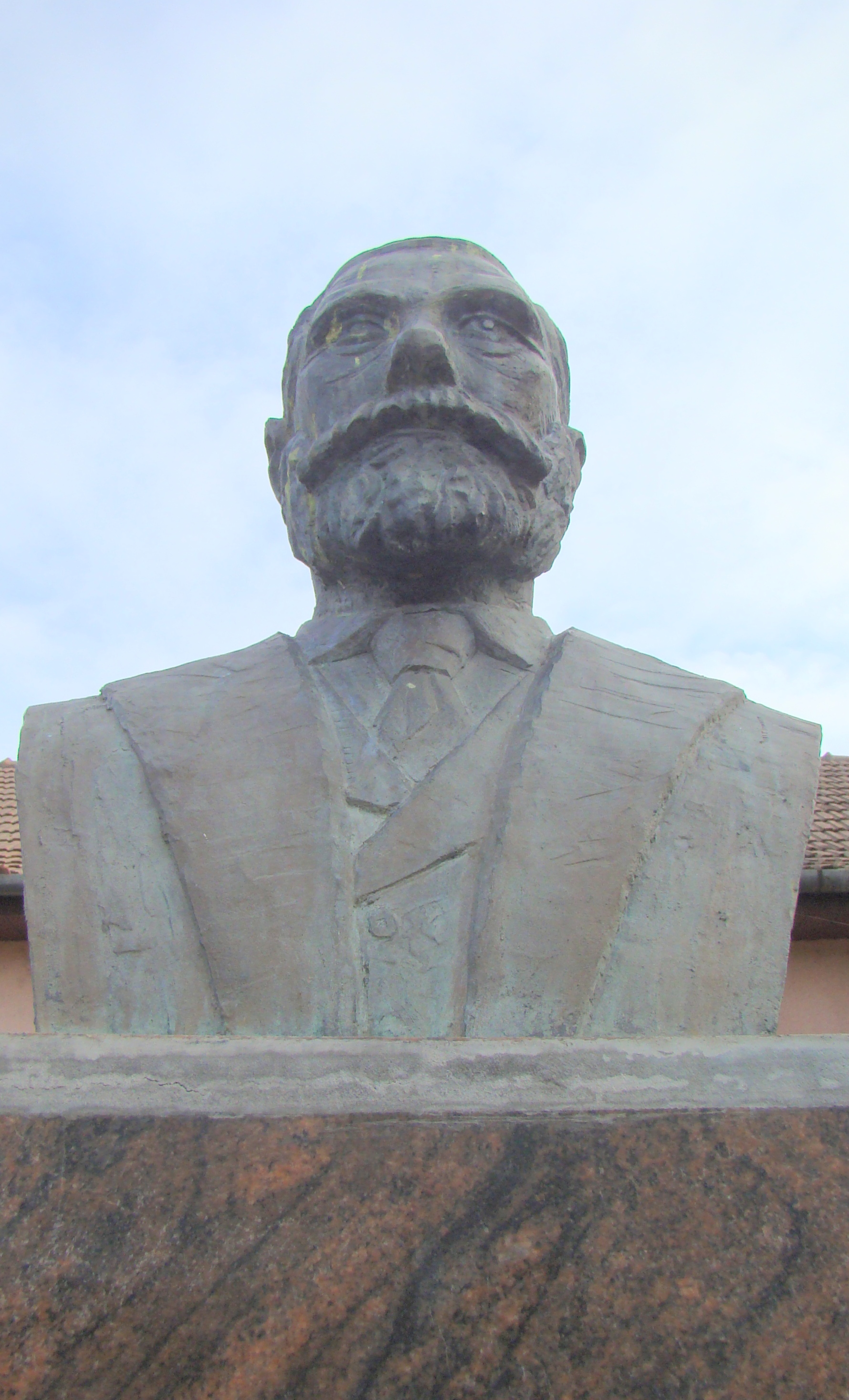
Bustul lui Vasile Moldovan (monument istoric)
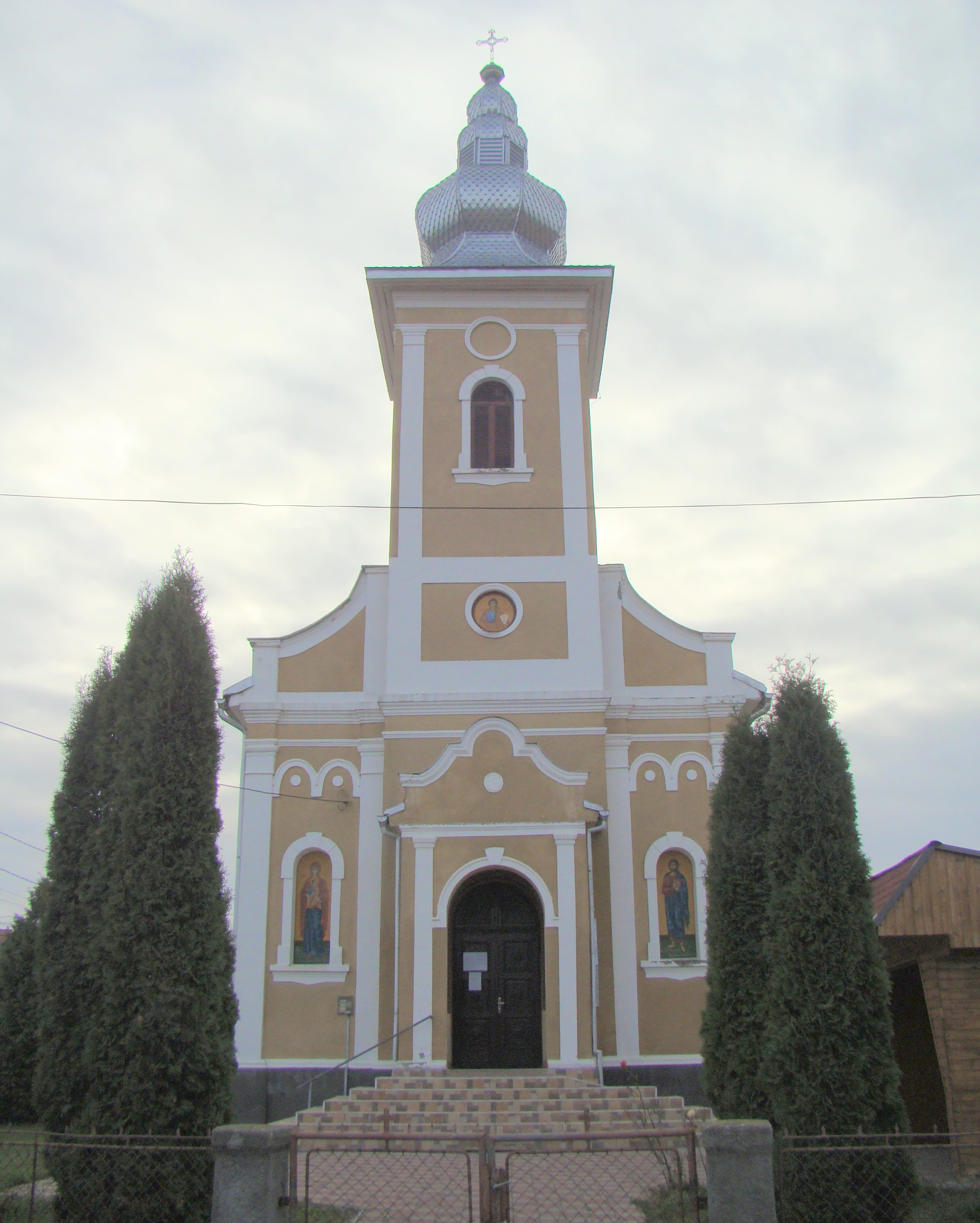
Biserica „Sfânta Treime” (1936)
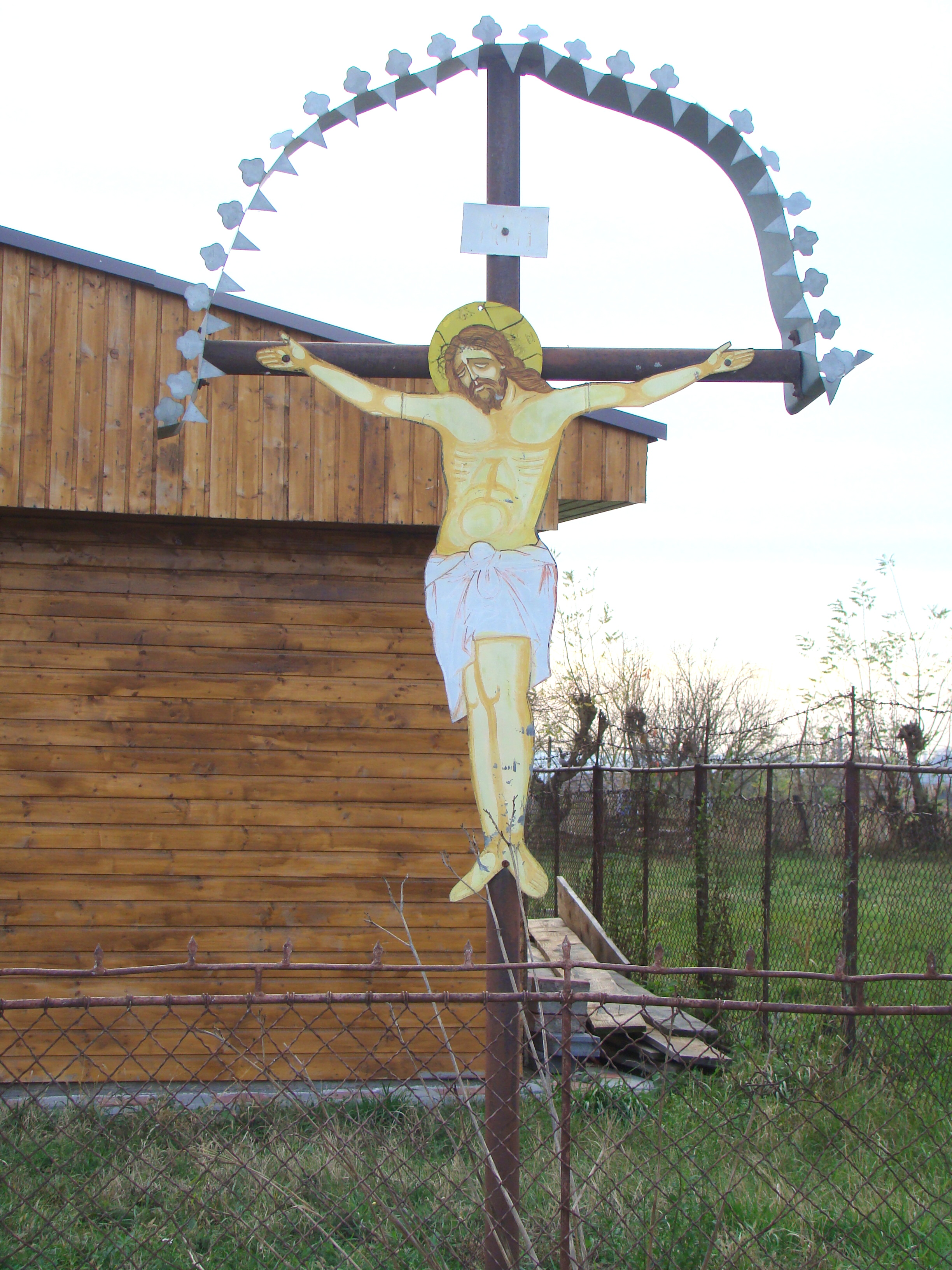
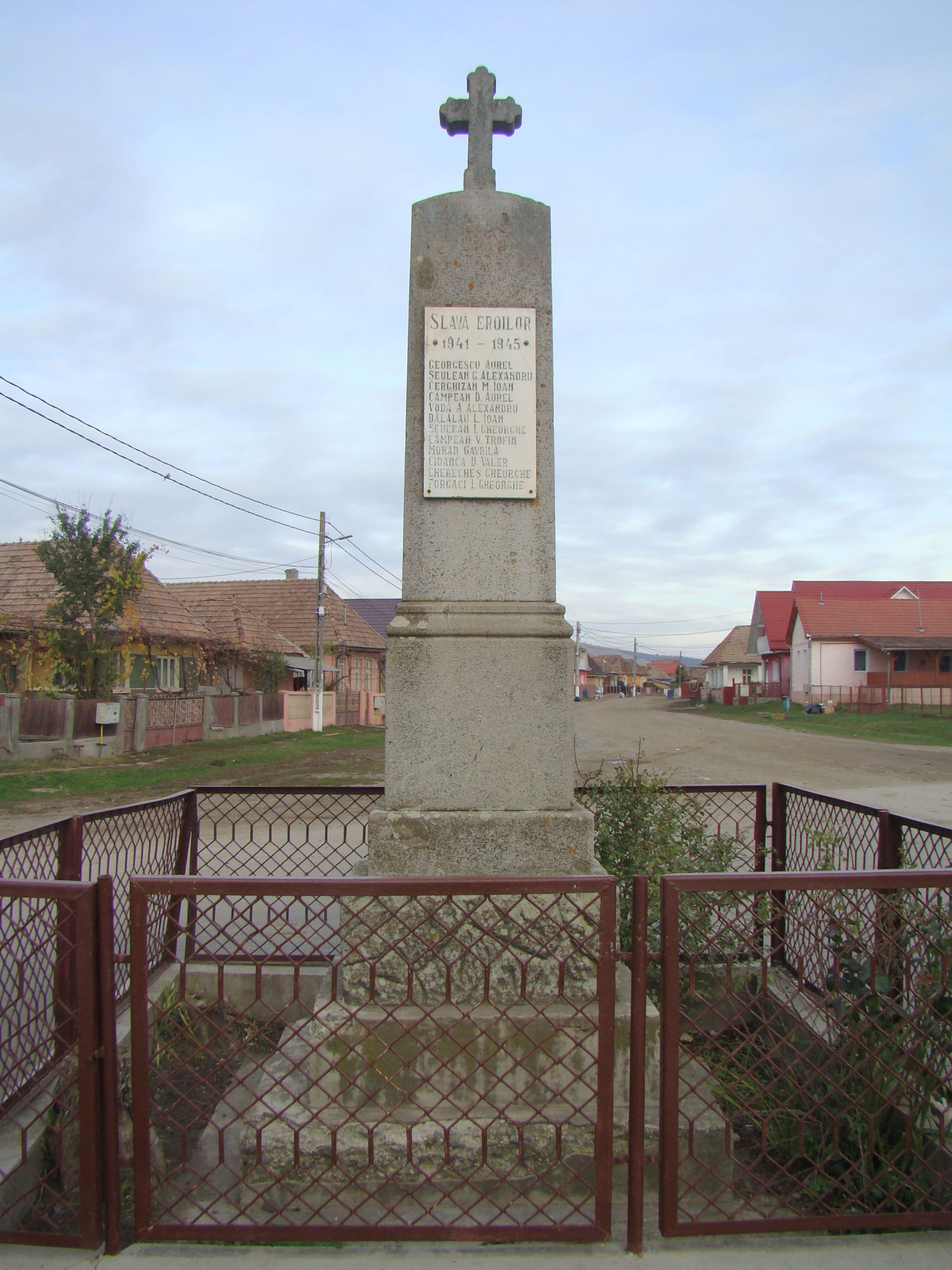
Monumentul eroilor
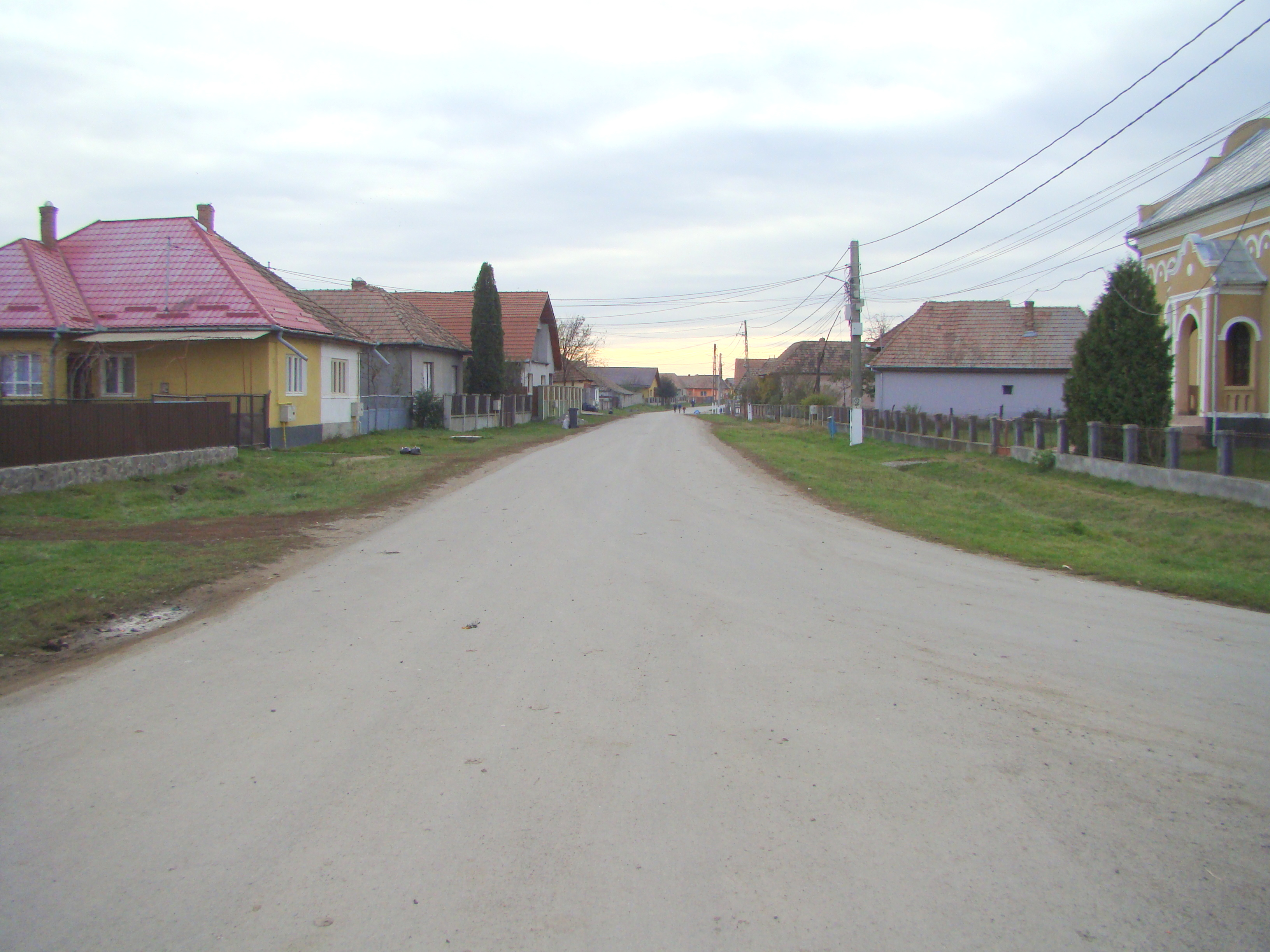